# ミンコーナイン
ポーウートゥン（ビルマ語: ပေါ်ဦးထွန်း [pɔ̀ ʔú tʰʊ́ɰ̃]; 1962年10月18日 - ）は、「王を倒す」の意であるミンコーナイン(မင်းကိုနိုင်) の名前ででよく知られている、ミャンマーの民主化活動家。1988年以来、ほとんどの年月を獄中で過ごした。ニューヨーク・タイムズは氏を「ミャンマーでアウンサンスーチーに次ぐもっとも影響力のある反政府勢力の人物」と評した。

## 生い立ち
1962年、ネウィンがクーデターを起こして軍事独裁政権が成立した年に生まれる。父親はテッニュン（Thet Nyunt）という有名な画家で、母親はフラチー（Hla Kyi）、他に3人姉妹がいる。父親は音楽家でもあり、その手ほどきを受け、ミンコーナインもサウン・ガウというミャンマーの伝統的な琴、パッタラという伝統的な木琴、そしてギターが弾ける。知的で優しい子供だったのだという。
ヤンゴン芸術科学大学 (RASU)に進み、読書、詩作、風刺漫画の制作に打ちこんでいたが、仲間内では政治や国の将来について語り合うこともあった。1985年、2度目の廃貨令が出た後は社会の不穏な雰囲気を感じ、来たるべき政治蜂起に備えて地下学生組合を設立した。
また同年、ミンコーナインは、タンヤットというミャンマーの伝統的な風刺劇を演じる自分の劇団を結成した。当時はネウィンの直接批判は禁止されていたが、ミンコーナインはタンヤット本来の精神を取り戻そうと、自分たちの劇団を「ヤギの口とすべてを見通す目」と呼び、ネウィン政権を揶揄し、ミャンマーにおける自由と民主主義の欠如、および政府職員の腐敗を批判する劇を演じた。ミンコーナインの劇団は人々の間で人気を博したが、軍情報局（MIS）からは目をつけられた。

## 8888民主化運動
1988年3月16日、治安部隊の発砲により学生に死傷者が出たことに抗議して、RASUの学生約3000人がキャンパスに集まり抗議集会を開催したが、その場でミンコーナインは初めての演説を行い、「私たちの兄弟たちは、この軍事独裁政権を倒すために犠牲を払いましたが、彼らの要求は暴力、銃弾、殺人でしか満たされませんでした」と、学生運動の歴史と役割について語った。演説が終わった後、学生たちはヤンゴン工科大学までデモ行進を行った。途中、プロム通りで有刺鉄線のバリケードを築いている数十人兵士の部隊と邂逅。ミンコーナインたちは国歌を歌い、国軍の創設者であるアウンサン含む独立の英雄たちに敬意を表すように求め、「人民の兵士はわれわれの兵士だ」と叫んだ。ミンコーナインは隊長と交渉してデモ隊を通すように頼んだが、隊長は上官の命令には従わなければならないとこれを拒否。しかし2人がやりとりしている間に緊張感は薄れ、兵士たちは銃を下ろして2人を見守っていた。すると突然、そこに銃を持った数百人の機動隊が現れ、学生たちを殴り始めた。デモ隊は散り散りになり、近くのインヤー湖に飛びこんだ者の多くが溺死し、捕らえられた者はインセイン刑務所に連行された。ミンコーナインは命からがら逃げのびた。
大学は閉鎖されたが、その間、ミンコーナインは学生を組織化していた。そして6月に入って大学が再開されると、反政府ビラを配り始め、各大学のキャンパスでは抗議集会が開催され、逮捕された学生活動家の釈放と大学から退学処分を受けた学生の復学を要求した。7月8日、逮捕されていた学生たちが釈放されたが、その際、ミンコーナインは、本名のポーウートゥンではなく、初めて公式にミンコーナインの名前を使い、全ビルマ学生連合（ABFSU）名義で「仲間の学生の釈放に左右されるべきではない。私たちは戦い続ける」という声明を発表した。ABFSUは、英植民地時代の1931年にアウンサンが結成したラングーン大学学生連合（RUSU）にルーツを持ち、反英独立闘争を行っていた学生組織だが、ネウィン時代に弾圧によって事実上消滅していたところ、ミンコーナインの声明はその伝統ある学生組織の復活を告げるものであった。
ABFSUの呼びかけにより、1988年8月8日、8が4つ並ぶ吉日、全国で大規模なデモが行われた。ヤンゴンでは市民、労働者、僧侶、学生が幅広く参加した5万人規模のデモが行われた。ミンコーナインはアメリカ大使館前で演説を行い、「われわれミャンマー国民は、抑圧的な統治の下で26年間、人間の尊厳を失って生きなければならなかった。われわれはこの国で独裁的な統治を終わらせなければならない。国民の力だけが抑圧的な統治者を倒すことができる」「他の国の人々と同じ権利を享受したいのであれば、われわれは規律を守り、団結し、独裁者に立ち向かう勇気を持たなければならない。われわれの苦しみと要求を表明しよう。われわれが国で平和と正義を達成するのを阻むものは何もない」と語った。しかし、このデモは治安部隊によって鎮圧され、各地で多くの死傷者を出した。
8月28日、1962年のヤンゴン大学の学生による反政府デモの際に爆破された、ヤンゴン大学の学生会館跡地でABFSUは正式に発足した。会場ではスーチーが祝辞を述べ、ミンコーナインは『信仰』と題する詩を朗読し、真実のための戦いとみなす人民の闘争に忠実であり献身すること、自分より先に亡くなった人々への敬意を表し、民主主義と人権が回復されるまで戦い続けることを誓った。満場一致でミンコーナインが議長に選出され、コーコージーが副議長に選出された。
長引くデモとストでヤンゴンの治安が悪化していくと、ABFSUのメンバーは、暴徒化した人々が密告者や略奪者に暴力を振るっている場所にいち早く駆けつけ、群衆を鎮め、解散させた。地域の人々には自衛団を結成するように勧めた。ミンコーナインは、ミャンマーを訪問していた米国下院議員スティーブン・J・ソラーズと会談して、「国軍は暫定政府を求める人々の要求に応じておらず、状況が一触即発になるかどうかは国軍次第だ」と語った。9月18日にクーデターが起きて、国家法秩序回復評議会 (SLORC) が成立すると、ミンコーナインは公の場から姿を消した。しかし1988年12月、20万人もの人々が集まったスーチーの母親・キンチーの葬儀の場に突然姿を現し、葬儀を妨害しようとする治安部隊を追い払った。

1989年3月16日、ちょうどミンコーナイン初めての演説から1年後、ミンコーナインはスーチーの自宅敷地内に集まった1000人ほどの人々の前で演説し、1988年の虐殺についてネウィンを批判した。そして3月23日、ミンコーナインは逮捕され、1950年に制定された緊急事態規定法第5条(j)にもとづき、反政府演説を行い、騒乱を煽動したとして起訴され、20年の懲役刑を受けた（1993年に10年に減刑）。逮捕前にミンコーナインは、仲間から当時タイとの国境地帯で武装闘争の準備をしていた全ビルマ学生民主戦線（ABSDF）へ合流するように説得されたが、拒否したのだという。 1988年、ミンコーナインはアジアウィークのインタビューに答えて、こう述べている。
私は決して死なない。肉体的には死んでいるかもしれないが、私の代わりとなるミンコーナインがもっとたくさん現れるだろう。ご存じのように、ミンコーナインが征服できるのは悪い王だけだ。統治者が善良であれば、我々は彼を肩に担うだろう。

## 獄中生活
拘束の初期段階で、ミンコーナインは倒れるまで2週間水の中に立たされる拷問を受け、左足が麻痺したと伝えられた。ほとんど独房に監禁されていたのだという。1993年、米国下院議員ビル・リチャードソンの訪問を受けたが、ミンコーナインは健康状態が悪く、混乱しているように見えたという。1994年には元国連人権調査官の横田洋三の訪問を受けたが、その時は神経質そうで痩せて見えたのだという。

1999年には獄中でジョン・ハンフリー自由賞というカナダの人権賞を受賞し、授賞式ではミャンマーから密かに持ち出されたスーチーのビデオメッセージが流され、彼女はこう語った。
ミンコーナイン氏は1988年の民主化運動を始めた学生リーダーの1人であり、当局からのあらゆる圧力に断固として抵抗してきた...彼は現在の軍事政権の不正に苦しんでいる多くの人々を代表している。彼にこの賞が授与されたことは、私たち全員に大きな希望、大きな誇り、そして大きな喜びを与えてくれる。なぜなら、それは世界が私たちの大義を忘れていないことを示しているからだ。
1999年3月に釈放予定だったが、釈放されず、インセイン刑務所からラカイン州のシットウェ刑務所に移送された。ミンコーナインが釈放されたのは、服役してから実に15年後、2004年11月19日だった。顔にはひどい傷跡があった。釈放後、ラジオ・フリー・アジアのインタビューに答えて、ミンコーナインはこう語った。
刑務所での私の旅は困難で暗いものだが、自分は1人ではなく仲間たちと一緒だと知り、自信が持てた。その結果、私は長い旅を終えた。私たちが獄中にあった間、彼ら（世界中の人々）は私たちを支援、励まし、私たちのために最善を尽くしてくれた。私たちは遠く離れた小さな光を見つける冬の川の人のように感じた。直接感じたわけではなく、部分的に感じただけだが。しかし、私たちにとってはそれで十分だ。私たちは彼らの支援を決して忘れません。私たちのために働いてくれたすべての人々に、どうか感謝を伝えてください。

## 88年世代学生グループ
2005年9月6日、ミンコーナインは8888民主化運動に参加した他の著名な活動家たちとともに88年世代学生グループを結成した。当時、スーチーやティンウーなど国民民主連盟（NLD）の幹部は逮捕されたり、自宅軟禁下に置かれたり、国外に逃亡したりしていて勢いを失っていたので、当時唯一の反政府抵抗グループと言ってもよかった。
そして2006年頃からグループのメンバーと一緒に「ホワイト・サンデー」というキャンペーンを開始した。これは毎週日曜日、政治犯が着ているのと同じ白い服を着て、政治犯の家族の元を訪れ、連隊と抗議の意思を示すという運動だった。これと並行して、白い服を着て、仏教、キリスト教、ヒンドゥー教、イスラム教の礼拝所でろうそくを灯して、政治問題の平和的解決と政治犯の釈放を願って徹夜の祈りを捧げる多宗教祈祷キャンペーンも開始した。しかしこれらのキャンペーンは、当局の妨害に遭い、結局、2006年9月27日に全員逮捕され、2007年1月11日まで拘束された。
また2007年1月4日の独立記念日に、88年世代学生グループは、「オープン ハート」というキャンペーンを開始した。これは人々に軍政に対する日々の不満を手紙で書くよう促すキャンペーンで、2月4日までに2万5千通の手紙が集められた。
2007年8月19日、国民民主連盟（NLD）の元副議長・チーマウンの3回忌に出席したミンコーナイン以下88年世代グループメンバーたちが、たまたま帰りのタクシーが拾えず、バスの運賃も値上がりしていたので、歩いて帰ることにしたところ、グループが歩き始めると、次々に市民がその列に加わり、やがて燃料価格値上げに反対するデモへと発展した。ミンコーナインと仲間たちはすぐに逮捕され、懲役65年の刑を受け、ミンコーナインはシャン州のケントゥン刑務所に移送された。服役中は健康状態の大幅な悪化が伝えられたが、2012年1月の恩赦でようやく釈放された。
2015年に予定されていた総選挙には当然の如く、出馬を期待されたが、ミンコーナインは出馬しなかった。その理由について、ミンコーナインは次のように語っている。
何を指して政治家というのか。例えば、民主主義が確立していない時代に、自由のために戦う人は政治家とは言わないのか、ということを考えてほしい。政治家という言葉が、（国会などの）議員を指すならば、自分自身は、もともと議員になることは考えていない。権力を持つ立場になることは考えていない。国のシステムを変えることだけを望んでいる。アメリカのマーティン・ルーサー・キング、インドのマハトマ・ガンディー、いずれも議員ではない。影響力のあることが大切だと思う。
また毎日新聞記者・春日孝之のインタビューにはこう答えている。
政治や権力に野心を抱いたことはありません。私は一介のフリーダム・ファイター（自由戦士）に過ぎません。この国で普通の市民として普通に暮らしたい。そのための闘いをしてきただけです。私はアーチストとして穏やかに暮らせれればそれでいいんです。
そして88年世代学生グループのメンバーはNLDから出馬すると語ったが、結局、コーコージー含めて全員が候補者の最終リストから漏れ、立候補しなかった。ミンコーナインはNLD政権が発足した2016年に「人々がスーチー氏だけに頼ると、いずれ問題が起きる」と語っていた。
2014年11月には初来日し、大阪と東京で講演を行った。
その他、小説を発表したり、自作の絵の個展を開いたりもしている。

## 2021年クーデター後
2021年クーデターが起きた翌日、ミンコーナインは「われわれはもはや軍事独裁者の奴隷でいることはできないし、彼らが惜しみなくくれるわずかなお金で満足することはできない。われわれ全員が基本的権利を持ち、人間として生きられますように！」というメッセージを残して、行方をくらました。国家行政評議会（SAC）は、1989年の時と同じく緊急事態規定法第5条(j)にもとづいてミンコーナインに逮捕状を出した。
4月、国民統一政府（NUG）が結成されると、「統一政府は全ての利害関係者を代表している」という声明を発表し、ラジオ・フリー・アジアのインタビューに答えた。
2022年8月には、自身のFacebookアカウントに「軍事政権をこの1年間で打倒する」と題したポストを投稿した。

## ロヒンギャに対する見解
2017年のロヒンギャ危機の際、88年世代学生グループは記者会見を開き、その場でミンコーナインは「ロヒンギャは彼はミャンマーの135の民族グループの一つではない」と述べた。また同グループは、ラカイン州の現状は、一部の国際的な大手メディアが伝えているものとはまったく違うとする声明を発表した。